# 荷氏石斑魚
荷氏石斑魚，為輻鰭魚綱鱸形目鱸亞目鮨科的其中一種，分布於西太平洋區，從琉球群島至薩摩亞群島海域，棲息深度1-37公尺，體長可達55公分，生活在珊瑚礁、岩石海域，為底棲性魚類，屬肉食性，可做為食用魚及觀賞魚。

## 擴展閱讀
維基物種上的相關：荷氏石斑魚